# Cergy
Cergy egy község Franciaországban. Lakosainak száma 69 578 fő (2022. január 1.).

## Földrajza
Cergy Osny, Courdimanche, Éragny, Neuville-sur-Oise, Pontoise, Puiseux-Pontoise és Vauréal községekkel határos.

## Testvértelepülések
- Erkrath
- Columbia
- Liaoyang
- Porto Novo
- Tres Cantos
- West Lancashire

## Oktatás
- ESSEC Business School